# Unnan
Unnan (jap. 雲南市 Unnan-shi) ist eine Stadt in der Präfektur Shimane in Japan.

## Geschichte
Die Stadt entstand am 1. November 2004 aus den Orten im Landkreis Ohara: Daito-cho, Kamo-cho, Kisuki-cho, im Landkreis Iishi: Mitoya-cho, Kakeai-cho und dem Dorf Yoshida.

## Sehenswürdigkeiten
- Ryūzu Yaedaki (龍頭八重滝; Wasserfälle)

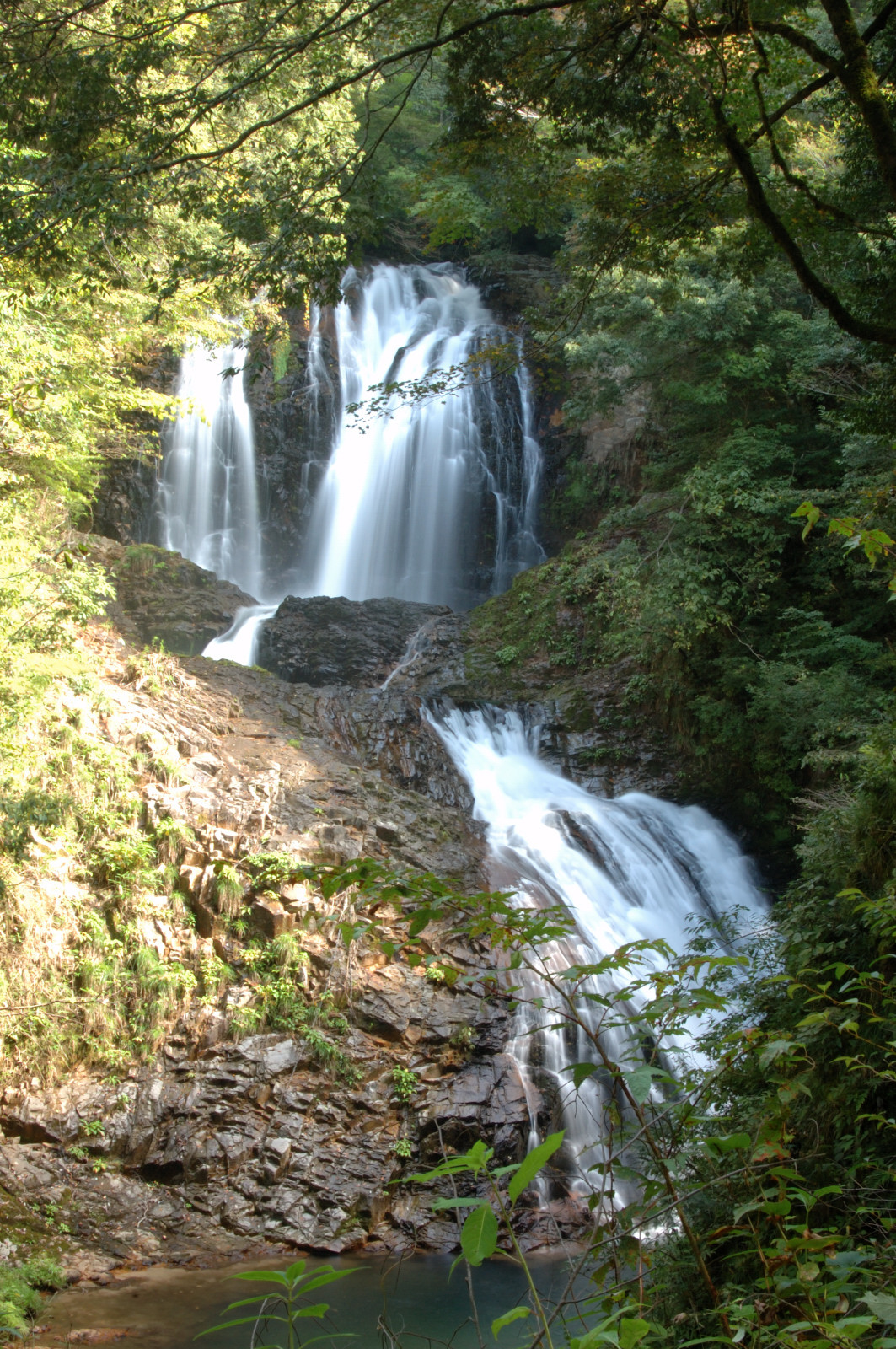
Yashio-Wasserfall

- Suga-Schrein: Ein den Mythen nach von Susanoo errichteter Shintō-Schrein und damit der erste Schrein Japans.

## Verkehr
- Zug:
  - JR Kisuki-Linie
- Straße:
  - Matsue-Autobahn
  - Nationalstraße 54,314

## Söhne und Töchter der Stadt
- Yuzuru Sera (1932–2004), Jazzpianist
- Takeshita Noboru (1924–2000), 74. Premierminister von Japan
- Tatewaki Sadayo (1904–1990), Frauenrechtlerin

## Städtepartnerschaften
- Richmond

## Angrenzende Städte und Gemeinden
- Matsue
- Yasugi
- Izumo